# Ticket to the Moon
«Ticket to the Moon» — песня английской группы Electric Light Orchestra (ELO) из альбома 1981 года Time. Вместе с песней «Here Is the News» она была издана как третий сингл с него. Этот двойной сингл «Here Is the News / Ticket to the Moon» достиг 24 места в британском сингловом чарте.
Журнал Audio тогда в 1982 году назвал песню «Ticket to the Moon» «красивой балладой, которая раскрывает основные навыки Линна как вокалиста и автора песен с положительной стороны».
Песня напоминает старые работы группы, в ней звучат рояль и больше струнных, чем в нескольких последних синглах. Струнными на этой песне дирижировал Райнер Пич. В видеоклипе на скрипке играет Мик Камински.
«Ticket to the Moon» считается одной из самых известных песен группы Electric Light Orchestra. Она дала название вышедшему в 2007 году альбому её лучших песен — Ticket to the Moon: The Very Best of Electric Light Orchestra Volume 2.

## Чарты

### «Ticket to the Moon / Here Is the News»
| Чарт (1982)                       | Наив. поз. |
| --------------------------------- | ---------- |
| Франция (SNEP)                    | 4          |
| Германия (Media Control)          | 61         |
| Ирландия (Irish Singles Chart)    | 17         |
| Великобритания (UK Singles Chart) | 24         |